# Komórka (film)
Komórka (ang. Cellular) – amerykańsko-niemiecki thriller filmowy z 2004 roku w reżyserii Davida R. Ellisa. Zdjęcia kręcono w Los Angeles i Santa Monica.

## Fabuła
Nauczycielka Jessica Martin (Kim Basinger) odprowadza syna do szkoły. Gdy wraca do domu zostaje zaatakowana przez grupę zbirów pod wodzą szalonego Ethana (Jason Statham), którzy zabijają jej gosposię, a ją samą zamykają na strychu. Tam Jessica znajduje stary telefon stacjonarny, z którego próbuje wydzwonić pomoc. Dodzwania się do młodego człowieka – Ryana (Chris Evans), próbującego pogodzić się z byłą dziewczyną – Chloe (Jessica Biel). Ten początkowo traktuje wiadomość jako żart, ale z czasem zaczyna ją traktować poważnie i postanawia pomóc kobiecie. W sprawę miesza się także emerytowany detektyw Bob Mooney (William H. Macy).

## Obsada
- Kim Basinger jako Jessica Martin
- Chris Evans jako Ryan
- Jason Statham jako Ethan
- William H. Macy jako sierżant Bob Mooney
- Noah Emmerich jako Jack Tanner
- Jessica Biel jako Chloe
- Eric Christian Olsen jako Chad
- Matt McColm jako Deason